# Vườn quốc gia Lò Gò – Xa Mát
Vườn quốc gia Lò Gò – Xa Mát (còn được gọi là Khu bảo tồn quốc gia Lò Gò – Xa Mát) là một vườn quốc gia của Việt Nam, được thành lập theo Quyết định số 91/2002/QĐ-TTg của Thủ tướng Chính phủ Cộng hòa Xã hội Chủ nghĩa Việt Nam trên cơ sở nâng cấp Khu Bảo tồn thiên nhiên Lò Gò - Xa Mát.
Đến năm 2020, vườn quốc gia được mở rộng trên cơ sở sáp nhập thêm Khu rừng Văn hóa - Lịch sử Chàng Riệc.

## Vị trí địa lý
Vườn quốc gia Lò Gò – Xa Mát nằm trên địa phận 6 xã: Tân Biên, Tân Lập, Phước Vinh, Thạnh Bình thuộc tỉnh Tây Ninh, cách phường Tân Ninh khoảng 50 km về phía bắc tây bắc, theo đường 781, diện tích 30.022 ha trong vùng sinh thái nông nghiệp Đông Nam Bộ.

## Lịch sử hình thành
Lò Gò - Xa Mát có tên trong Quyết định số 194/CT ngày 9 tháng 8 năm 1986 của Chủ tịch Hội đồng Bộ trưởng nước Cộng hòa Xã hội Chủ nghĩa Việt Nam. Theo quyết định này thì Lò Gò - Xa Mát có diện tích là 10.000 ha. Trước khi được công nhận là rừng đặc dụng thì Lò Gò-Xa Mát thuộc sự quản lý của hai lâm trường Hoà Hiệp và Tân Bình. Đến tháng 12 năm 1996, Phân viện Điều tra Quy hoạch Rừng II (FIPI II) đã xây dựng dự án đầu tư cho Lò Gò-Xa Mát với diện tích 16.754 ha, nhưng lại xác định tên là Khu rừng Văn hoá Lịch sử và Môi trường. Dự án đầu tư đã được Bộ NN& PTNT phê duyệt theo Công văn số 842NN/PTLN/CN ngày 21 tháng 3 năm 1997 và Ủy ban nhân dân tỉnh Tây Ninh phê duyệt ngày 16 tháng 7 năm 1997 theo Quyết định số 261/QĐ-UB. Trên cơ sở quyết định của Ủy ban nhân dân tỉnh, Ban Quản lý rừng đặc dụng đã được thành lập.
Năm 1999, khi rà soát lại toàn bộ hệ thống các khu rừng đặc dụng của Việt Nam, Viện Điều tra Quy hoạch Rừng và Tổ chức Chim Quốc tế (BirdLife International) đã xác định Lò Gò - Xa Mát hiện còn nhiều diện tích rừng tự nhiên quan trọng với diện tích lớn, và đề xuất cần phải đánh giá lại và mở rộng khu bảo tồn . Ngay sau đó, hai cơ quan này đã tiến hành khảo sát nhanh khu Lò Gò-Xa Mát vào tháng 12 năm 1999 và nhận thấy đây là khu vực có giá trị cao về đa dạng sinh học. Năm 2001, Birdlife International, Viện STTNSV và Đại học Khoa học Tự nhiên Tp. Hồ Chí Minh đã tiến hành điều tra trong khu vực, kết quả đã cho thấy Lò Gò-Xa Mát có giá trị đa dạng sinh học cao.
Ngày 12 tháng 7 năm 2002, Thủ tướng Chính phủ đã ra Quyết định số 91/2002/QĐ-TTg chính thức chuyển hạng Khu Bảo tồn thiên nhiên Lò Gò - Xa Mát thành vườn quốc gia. Theo Quyết định của Thủ tướng Chính phủ, tổng diện tích vườn quốc gia này là 18.765 ha, trong đó phân khu bảo vệ nghiêm ngặt 8.594 ha, phân khu phục hồi sinh thái 10.084 ha, phân khu hành chính, dịch vụ 87 ha. Trách nhiệm quản lý vườn quốc gia được chuyển giao từ Sở NN&PTNT sang UBND tỉnh Tây Ninh. Hiện tại Ban Quản lý vườn quốc gia có 22 cán bộ biên chế, 53 cán bộ hợp đồng và 13 trạm bảo vệ rừng.
Lò Gò - Xa Mát có trong danh lục các khu rừng đặc dụng Việt Nam đến năm 2010 được xây dựng bởi Cục Kiểm lâm - Bộ NN&PTNT với diện tích 18.765 ha (Cục Kiểm lâm, 2003), danh lục này hiện vẫn chưa được Chính phủ Việt Nam phê duyệt.
Năm 2018, Ủy ban nhân dân tỉnh Tây Ninh đã đề nghị mở rộng vườn quốc gia trên cơ sở sáp nhập Khu rừng Văn hóa - Lịch sử Chàng Riệc có diện tích 10.812 ha vào Vườn quốc gia Lò Gò – Xa Mát có diện tích 19.210 ha. Đến năm 2020, vườn quốc gia chính thức được ký quyết định mở rộng với tổng diện tích là 30.022 ha, trải rộng trên địa bàn các xã Tân Bình, Tân Lập, Hòa Hiệp, Thạnh Tây, Thạnh Bình và Thạnh Bắc thuộc huyện Tân Biên, trong đó vùng đệm của vườn có diện tích 23.500 ha.

## Địa hình, thủy văn
Vườn quốc gia Lò Gò – Xa Mát nằm ở điểm cực tây của miền Đông Nam Bộ. Địa hình bán bình nguyên khá bằng phẳng xen lẫn các đồi đất thấp, độ cao tuyệt đối từ 15–65 m trên mực nước biển. Con sông lớn nhất trong khu vực là sông Vàm Cỏ Đông. Con sông này bắt nguồn từ Campuchia, đồng thời cũng là một đoạn của biên giới dài 16 km giữa Việt Nam và Campuchia. Trong vườn quốc gia có một số sông suối nhỏ chảy vào sông Vàm Cỏ như sông Đa Hà ở phía đông bắc và các sông Mẹc Mu, Xa Nghê, Tà Đót, Bà Diệc.

## Đa dạng sinh học

### Thực vật
Vườn quốc gia Lò Gò – Xa Mát là khu vực có rừng che phủ lớn nhất tại tỉnh Tây Ninh, chiếm 26% tổng diện tích che phủ rừng tự nhiên của tỉnh . Thảm thực vật rừng khu vực có dạng khảm giữa rừng bán rụng lá, rừng rụng lá trên đất thấp (do đất nghèo và chế độ thủy văn kìm hãm nên không có vòm lá dày dặc) và các dải hẹp rừng thường xanh ven sông suối và rừng tràm (Melaleuca spp.). Gần biên giới với Campuchia là các dải rộng đồng cỏ đất lầy với các thảm cói lác.
Các loài cây phổ biến tại vườn quốc gia Lò Gò - Xa Mát có vên vên (Anisoptera costata), dầu nước (Dipterocarpus alatus), dầu cát (D. costatus), dầu chai (D. intricatus), dầu song nàng (D. dyeri), sao đen (Hopea odorata), sến mủ (Shorea roxburghii), căm xe (Xylia xylocarpa), gõ cà te (Afzelia xylocarpa), gõ mật (Sindora siamensis), xoay (Dialium cochinchinensis), cẩm lai (Dalbergia sp.), giáng hương (Pterocarpus macrocarpus), bằng lăng (Lagerstroemia sp.) và sến cát (Shorea cochinchinensis). Có một vài khu vực rừng thuần (đơn loài) của các loài cây trong họ Dầu (Dipterocarpaceae), như Dipterocarpus costatus và D. intricatus. Rừng tại vườn quốc gia này có một loạt các loài có tên trong sách đỏ Việt Nam, như gõ cà te, giáng hương và mạc nưa (Diospyros mollis) .

### Động vật
Quần động vật của vườn quốc gia Lò Gò - Xa Mát vẫn chưa được nghiên cứu kỹ, mặc dù nhóm của Lê Trọng Trải và Trần Hiếu Minh (2000) nhận được một số báo cáo về sự tồn tại của một số loài đáng quan tâm về mặt bảo tồn, như voọc chà vá chân đen (Pygathrix nigripes), voọc bạc Đông Dương ( Trachypithecus villosus), khỉ mặt đỏ (Macaca arctoides), gấu ngựa (Ursus thibetanus), sói đỏ (Cuon alpinus) và sói vàng (Canis aureus). Một số đợt khảo sát nhanh đã được tiến hành và ghi nhận một số loài có tầm quan trọng bảo tồn. Kết quả điều tra cho thấy trong khu vực tồn tại các loài có giá trị bảo tồn như cu li nhỏ (Nycticebus pygmaeus), khỉ đuôi lợn (Macaca leonina), khỉ đuôi dài (M. fascicularis).
Trong lần khảo sát tháng 1 năm 2001, sự hiện diện của công lục Đông Dương (Pavo muticus), gà lôi hồng tía (Lophura diardi) và hồng hoàng (Buceros bicornis) đã được thông báo một cách đáng tin cậy. Ngoài ra, hạc cổ trắng (Ciconia episcopus) và vẹt má vàng (Psittacula eupatria siamensis), hai loài chim hiếm chỉ có ở Đông Dương, cũng như gầm ghì lưng xanh (Ducula aenea), một loài chim của các cánh rừng đất thấp, cũng được ghi nhận. Dựa trên hành vi sống của các loài đã ghi nhận, một số các loài khác đáng quan tâm về mặt bảo tồn cũng có thể có tại Lò Gò - Xa Mát. Chúng bao gồm gà tiền mặt đỏ (Polyplectron germaini), già đẫy nhỏ (Leptoptilos javanicus), quắm cánh xanh (Pseudibis davisoni) và quắm lớn (P. gigantea) .
Khu hệ chim tại vườn quốc gia này rất đặc trưng, tại các sinh cảnh đất ngập nước có rừng đã ghi nhận nhiều loài chim nước quý hiếm như giang sen (Ciconia episcopus), già đẫy nhỏ (Leptoptilos javanicus) và cò nhạn (Anastomus oscitans). Các sinh cảnh rừng ghi nhận một loài bị đe dọa toàn cầu là gà lôi hông tía (Lophura diardi), hai loài có vùng phân bố giới hạn gà tiền mặt đỏ (Polyplectron germaini), chích chạch má xám (Macronous kelleyi). Ngoài ra, Lò Gò - Xa Mát còn là nơi dừng chân bay qua của loài sếu đầu đỏ (Grus antigone), trên tuyến di cư giữa đồng bằng sông Cửu Long về nơi sinh sản tại Campuchia. Dựa trên tầm quan trọng của các loài đang bị đe dọa toàn cầu và các loài có vùng phân bố giới hạn, Lò Gò-Xa Mát được công nhận là một trong các vùng chim quan trọng của Việt Nam.
Qua phỏng vấn ngư dân địa phương, người ta ghi nhận thông tin về sự có mặt của cá sấu xiêm (Crocodylus siamensis), loài đang bị đe dọa tuyệt chủng toàn cầu mức cực kỳ nguy cấp tại sông Vàm Cỏ trong vườn quốc gia. Nhóm của Tordoff cũng ghi nhận thông tin từ người dân là loài này đã từng bị bắt tại sông Vàm Cỏ nhưng ở địa phận Campuchia, tại thượng nguồn vườn quốc gia. Hiện tại, chưa có bất kỳ đợt khảo sát nào được tiến hành tại sông Vàm Cỏ để xác định chính xác sự tồn tại của loài này.

## Các vấn đề
Trong suốt thời kỳ chiến tranh, Lò Gò - Xa Mát là nơi hứng chịu các đợt đánh bom ác liệt, dải thảm chất độc màu da cam của Hoa Kỳ. Các vấn đề bảo tồn hiện vẫn còn nhiều hạn chế, nhiều trở ngại. Lò Gò-Xa Mát là khu vực rộng lớn, dễ tiếp cận, lực lượng chuyên trách quản lý mỏng không đủ sức quản lý, bảo vệ.
Mối đe dọa lớn nhất đối với đa dạng sinh học tại vườn quốc gia là việc biến đổi các sinh cảnh đất ngập nước thành đất nông nghiệp. Năm 2001, hệ thống đường và kênh nước được thiết kế xây dựng tại một trong những trảng đất ngập nước lớn nhất trong vườn quốc gia, với mục đích đưa dân vào tái định cư tại khu vực. Do khu vực có giá trị đa dạng sinh học cao, các cấp chính quyền của tỉnh và địa phương đã kịp thời đình chỉ việc xây dựng. Tuy nhiên, khu vực này sẽ còn gặp nhiều mối đe dọa nếu không có nhận thức, đánh giá đúng mức giá trị đa dạng sinh học. Hiện nay vẫn còn tồn tại nhiều quan điểm khác nhau trong việc tiếp tục bảo vệ các vùng đất ngập nước tại vườn quốc gia.
Các mối đe dọa khác phải kể đến trong quá trình đánh giá nhu cầu bảo tồn là khai thác gỗ trái phép, săn bắn, bẫy bắt, khai thác quá mức các lâm sản ngoài gỗ và cháy rừng. Trong số này săn bắn và bẫy bắt hiện được đánh giá là các mối đe dọa nguy hiểm nhất đối với đa dạng sinh học trong khu vực.

## Các giá trị khác
Trong chiến tranh chống Mỹ, Lò Gò - Xa Mát là cơ sở của Đài phát thanh Giải phóng miền Nam Việt Nam, đồng thời cũng là căn cứ cách mạng của quân giải phóng. Bởi vậy, khu vực này còn có ý nghĩa quan trọng về mặt lịch sử. Ngoài ra, rừng trong vườn quốc gia có vai trò quan trọng trong việc phòng hộ đầu sông Vàm Cỏ. Nhiều hộ dân cư sống phụ thuộc vào nguồn tài nguyên thủy sản của con sông này.

## Các dự án có liên quan
Chương trình 661 là nguồn kinh phí chủ yếu cho các hoạt động của Ban quản lý vườn quốc gia, Chương trình này thay thế cho Chương trình 327 từ năm 1999.
Ban quản lý vườn quốc gia tiến hành dự án "Hỗ trợ bảo tồn các sinh cảnh đất ngập nước tại vườn quốc gia Lò Gò - Xa Mát, huyện Tân Biên, tỉnh Tây Ninh". Mục đích của dự án nhằm tăng cường năng lực cho cán bộ vườn quốc gia nhằm bảo vệ tài nguyên đất ngập nước, nâng cao nhận thức về tầm quan trọng của các vùng đất ngập nước trong cộng đồng địa phương và đảm bảo tất cả các sinh cảnh đất ngập nước quan trọng trong vườn quốc gia sẽ được bảo vệ đúng mức. Dự án này được tài trợ bởi dự án bảo tồn vườn quốc gia Cát Tiên (cỡ nhỏ), tiến hành trong hai năm 2003 - 2004.
Ngân hàng phát triển châu Á (ADB) đánh giá đề xuất vay vốn phát triển nông thôn của Bộ NN& PTNT Việt Nam cho Dự án nước sạch Phước Hòa, dự án nước sạch lớn tại các tỉnh Tây Ninh, Long An, Bình Dương và Bình Phước. Một trong số các hoạt động của dự án là mở rộng hệ thống tưới tiêu của hồ Dầu Tiếng sang địa phận huyện Tân Biên, tỉnh Tây Ninh, bao gồm cả diện tích vùng đệm cho vườn quốc gia Lò Gò - Xa Mát. Điều này có thể sẽ có nhiều tác động ảnh hưởng đến vườn quốc gia, đặc biệt mật độ dân số tăng nhanh làm tăng áp lực lên tài nguyên thiên nhiên trong khu vực, nhất là tại vùng đệm của vườn quốc gia. Tuy nhiên, chương trình quản lý vườn quốc gia và vùng đệm của dự án sẽ phần nào làm giảm các tác động tiêu cực trên, các chương trình này dự kiến sẽ được thực hiện trong vòng 7 năm.

## Đánh giá nhu cầu bảo tồn
Nhu cầu bảo tồn đã được BirdLife International phối hợp cùng Ban quản lý vườn quốc gia tiến hành đánh giá vào tháng 8 năm 2003 với sự hỗ trợ của dự án bảo tồn vườn quốc gia Cát Tiên. Dựa trên các đánh giá về giá trị đa dạng sinh học cũng như các mối đe dọa trực tiếp và gián tiếp, có 6 hoạt động cần ưu tiên để nhận tài trợ của VCF đã được xác định:
- Nâng cao năng lực cho cán bộ vườn quốc gia.
- Tăng cường phối kết hợp với các cơ quan thực thi pháp luật khác.
- Nâng cao nhận thức cho các nhà hoạch định chính sách, cán bộ hành pháp và cộng đồng địa phương.
- Đồng quản lý cộng đồng.
- Hoạch định lại ranh giới.
- Thiết lập các chương trình giám sát các loài và sinh cảnh đất ngập nước chính.

### Kế hoạch quản lý
Kế hoạch quản lý do Birdlife International phối hợp cùng Ban quản lý Vườn Quốc gia xây dựng tháng 8 năm 2003 với sự hỗ trợ của Dự án bảo tồn Cát Tiên. Các hoạt động quản lý cần ưu tiên đã được xác định:
1. Duy trì sự toàn vẹn của tất cả các vùng đất ngập nước theo mùa.
2. Bảo vệ tất cả các diện tích rừng trên đất thấp khỏi tình trạng chuyển đổi thành các mục đích sử dụng đất khác.
3. Xác định lại chính xác ranh giới vườn quốc gia.
4. Kiểm soát tình trạng khai thác gỗ lậu.
5. Kiểm soát săn bắn, bẫy các loài động vật.
6. Kiểm soát khai thác quá mức các LSPG.
7. Kiểm soát cháy rừng.
8. Tổ chức điều tra, nghiên cứu đa dạng sinh học
9. Nâng cao năng lực cho cán bộ vườn quốc gia.
10. Trang bị đầy đủ cơ sở vật chất, trang thiết bị cho Ban quản lý.
11. Tăng cường phối hợp với chính quyền địa phương và các tổ chức có liên quan.
12. Tiến hành, tổ chức các chương trình giáo dục, nâng cao nhận thức.
13. Phát triển kinh tế cho cộng đồng dân cư vùng đệm.